# Nagyréde
Nagyréde es un pueblo ubicado en el distrito de Gyöngyös, en el condado de Heves, Hungría.

## Superficie
Posee una superficie de 34,34 kilómetros cuadrados.

## Demografía
Hasta 2019 la población era de 3197 habitantes, con una densidad de población de 93,10 habitantes por kilómetro cuadrado.